# أم أنمار
أمُّ أنمارٍ الخُزَاعِيَّةُ، امرأة من بني خزاعة وهي من القبائل التي التقت بصحابة رسول الله "محمد"، اشترت العبد خبّاب بن الأرت، وكان صانِعًا للسيوف، فلما سمع عن الإسلام أسرع إلى النبي، ليسمع منه عن هذا الدين، ثم أعلن إسلامه ليصبح من أوائل المسلمين، فقامت هي وشقيقها سباع بن عبد العزى بتعذيبه، فكانت تأخذ الحديدة المحماة فتضعها عَلَى رأسه، فشكا ذلك إِلَى رَسُول اللَّهِ قائلآ «اللهم انصر خبابًا».

## الوفاة
اشتكت «أم أنمار» رأسها، فكانت تعوي مثل الكلاب، فقيل لها «اكتوي»، فكان خباب يأخذ الحديدة المحماة فيكوي بها رأسها.